# Неведничий, Борис Митрофанович
Борис Митрофанович Неведничий (19 мая 1939 — 26 мая 2025) — советский и молдавский шахматист, мастер спорта СССР (1974), международный мастер.
Чемпион Молдавской ССР 1967, 1971, 1973, 1985 и 1987 гг. Чемпион Молдавии 1993 и 1995 гг.
Чемпион ЦС ДСО «Молдова» 1966, 1968 и 1970 гг.
Чемпион ЦС ДСО «Динамо» 1974 г.
В составе сборной Молдавской ССР участник Всесоюзной шахматной олимпиады 1972 г., Спартакиад народов СССР 1967, 1975, 1979 и 1983 гг. (в 1979 г. сборная республики пробилась в главный финал соревнования), командного чемпионата СССР 1981 г.
В составе сборной ДСО «Динамо» участник командных чемпионатов СССР 1966, 1968, 1971, 1976 и 1988 гг. В 1971 г. завоевал малую серебряную медаль на 3-й доске.
Участник ветеранских соревнований европейского уровня.
Отец гроссмейстера В. Б. Неведничего.

## Спортивные результаты
| Год  | Город            | Соревнование                                                       | + | − | = | Результат | Место      |
| ---- | ---------------- | ------------------------------------------------------------------ | - | - | - | --------- | ---------- |
| 1964 | Кишинёв          | Полуфинал командного чемпионата СССР (ДСО «Динамо», ?-я доска)     |   |   |   |           |            |
| 1966 | Кишинев          | Турнир в честь 500-летия Кишинева                                  |   |   |   |           |            |
|      | Кишинев          | Чемпионат ЦС ДСО «Молдова»                                         |   |   |   |           | 1          |
|      | Москва           | Командный чемпионат СССР (ДСО «Динамо», ?-я доска)                 |   |   |   |           |            |
| 1967 | Кишинев          | Чемпионат Молдавской ССР                                           |   |   |   |           | 1          |
|      | Москва           | IV Спартакиада народов СССР (сборная Молдавской ССР, 5-я доска)    | 2 | 6 | 0 | 2 из 8    |            |
| 1968 | Кишинев          | Чемпионат ЦС ДСО «Молдова»                                         |   |   |   |           | 1          |
|      | Рига             | Командный чемпионат СССР (ДСО «Динамо», ?-я доска)                 | 3 | 4 | 3 | 4½ из 10  |            |
| 1970 | Кишинев          | Чемпионат ЦС ДСО «Молдова»                                         |   |   |   |           | 1          |
| 1971 | Кишинев          | Чемпионат Молдавской ССР                                           |   |   |   |           | 1          |
|      | Ростов-на-Дону   | Командный чемпионат СССР (ДСО «Динамо», 3-я доска)                 |   |   |   |           | 2 на доске |
| 1972 | Москва           | Всесоюзная шахматная олимпиада (сборная Молдавской ССР, ?-я доска) |   |   |   |           |            |
| 1973 | Кишинев          | Чемпионат Молдавской ССР                                           |   |   |   |           | 1          |
| 1974 | Сочи             | Чемпионат ЦС ДСО «Динамо»                                          |   |   |   |           | 1          |
| 1975 | Рига             | VI Спартакиада народов СССР (сборная Молдавской ССР, ?-я доска)    | 1 | 5 | 3 | 2½ из 9   |            |
| 1976 | Тбилиси          | Командный чемпионат СССР (ДСО «Динамо», 5-я доска)                 | 1 | 1 | 2 | 2 из 4    |            |
| 1977 | Бендеры          | Командное первенство ДСО «Динамо»                                  |   |   |   |           |            |
| 1978 | Тирасполь        | Чемпионат Молдавской ССР                                           |   |   |   |           | [ 4 ]      |
| 1979 | Москва           | VII Спартакиада народов СССР (сборная Молдавской ССР, 6-я доска)   | 1 | 3 | 4 | 3 из 8    |            |
| 1980 | Кишинев          | Чемпионат Молдавской ССР                                           |   |   |   |           | [ 5 ]      |
| 1981 | Москва           | Командный чемпионат СССР (сборная Молдавской ССР, ?-я доска)       |   |   |   |           |            |
| 1983 | Москва           | VIII Спартакиада народов СССР (сборная Молдавской ССР, ?-я доска)  | 2 | 1 | 5 | 4½ из 8   |            |
| 1985 | Кишинев          | Чемпионат Молдавской ССР                                           |   |   |   |           | 1          |
| 1987 | Кишинев          | Чемпионат Молдавской ССР                                           |   |   |   |           | 1          |
| 1988 | Набережные Челны | Командный чемпионат СССР (сборная ЦС ДСО «Динамо», ?-я доска)      |   |   |   |           |            |
| 1993 | Кишинев          | Чемпионат Молдавии                                                 |   |   |   |           | 1          |
| 1995 | Кишинев          | Чемпионат Молдавии                                                 |   |   |   |           | 1          |

## Изменения рейтинга
| Графики недоступны из-за технических проблем. См. информацию на Фабрикаторе и на mediawiki.org. |

## Награды
- Медаль «За гражданские заслуги» (20 июля 2017 года) — за особые заслуги в развитии и пропаганде шахмат, значительный вклад в подготовку спортсменов высокого класса и плодотворную учебно-методическую и организаторскую деятельность[7]